# Kisbosnya
Kisbosnya (1899-ig Bosnicza, szlovákul: Božčice) Parnó településrésze, egykor önálló község Szlovákiában, a Kassai kerület Tőketerebesi járásában.

## Fekvése
Gálszécstől 10 km-re, Parnótól 1 km-re északkeletre, a Tapoly-patak és az Ondava között fekszik.

## Története
Lakói a 16. században felvették a református hitet. 1606 és 1629 között református anyaegyháza volt. Ezután az ellenreformáció hatására ismét katolikus többségű lett.
A 18. század végén Vályi András így ír róla: „BOSNICZA. Tót falu Zemplén Vármegyében, birtokosai Molnár Urak, fekszik Topoly, és Ondova vizek között, Tusához nem meszsze, határja ha tragyásztatik mindenféle gabonát bőven hoz, réttye hasznos, és kétszer kaszáltatík, legelője elég, fája is tűzre; malma közel, vagyonnyait eladhattya Varannón, Nagy Mihályon, Ungváron, első osztálybéli.”
Szent Anna tiszteletére szentelt, római katolikus temploma 1816-ban épült, később azonban tönkrement és le kellett bontani.
Fényes Elek 1851-ben kiadott geográfiai szótárában így ír a faluról: „Bosnicza, tót falu, Zemplén vgyében, a Tapoly mellett, Gálszécshez 1 1/2 mfdnyire: 242 r., 27 g. kath., 112 evang., 5 reform., 13 zsidó lak. Kath. temploma elpusztult. Van 459 hold termékeny szántóföldje, s kövér rétjei. F. u. Molnár.”
1904-ben már nem állt templom a településen.
Borovszky Samu monográfiasorozatának Zemplén vármegyét tárgyaló része szerint: „Kisbosnya, azelőtt Bosnyicza. Kisközség az Ondava völgyében 36 házzal és 159, nagyobbára róm. kath. vallású, tótajkú lakossal. Postája, távírója és vasúti állomása Parnó. Némelyek egynek mondják a XV. században említett Baszcza, Bazza vagy Baza nevű községgel. Első birtokosaiul a XV. század közepén, a Csapiakat és osztályos társaikat, a Tárczaiakat ismerjük, azután a Körtvélyesi s a Fodor családokat. 1674-ben Barkóczy István, 1773-ban Parnói Molnár János és Kovásznay Ádám, azután a Kéry család is, később a gróf Andrássyak a földesurai. Most gróf Andrássy Gézának van itt nagyobb birtoka. A XVII. századbeli pestis ezt a községet sem kímélte meg. Temploma nincs. Ide tartoznak Dubnyik- és Hunkócz-puszták.”
1910-ben 146, túlnyomórészt szlovák lakosa volt. A trianoni békeszerződésig Zemplén vármegye Gálszécsi járásához tartozott.

## Nevezetességei
Szent Joachim és Szent Anna tiszteletére szentelt modern, római katolikus temploma.

## Külső hivatkozások
- Kisbosnya Szlovákia térképén